# Gournet Mourraï
Gournet Mourraï (ou Gournet Mar'eï) est une des nécropoles de Thèbes-Ouest. C'est une petite colline qui se situe à l'ouest du temple funéraire d'Amenhotep III sur la rive occidentale du Nil, juste au sud de Cheikh Abd el-Gournah. On trouve sur le site principalement les tombes des prêtres et des fonctionnaires qui officièrent au cours de la seconde moitié de la XVIIIe dynastie et la XIXe dynastie. Sur la colline se trouvent de nombreuses tombes rupestres non décorées.
Le début de l'utilisation comme nécropole remonte à la seconde moitié de la XIe dynastie. De cette période plusieurs grandes tombe saff (« rangée » en arabe) furent creusées qui sont maintenant cachées derrière des maisons modernes. 
Les tombeaux les plus importants sont :   
- la tombe (TT40) d'Amenhotep, dit Houy qui fut fils royal de Koush sous le règne de Toutânkhamon (XVIIIe dynastie) ;
- la tombe (TT223) de Karakhamon, qui fut premier prêtre du Ka à l'époque saïte ;
- la tombe (TT277) d'Aménémonet, qui fut grand prêtre d'Amon lors de la XIXe dynastie ;
- la tombe (TT383) de Mérimosé, qui fut fils royal de Koush sous le règne d'Amenhotep III (XVIIIe dynastie).